# Митрофанов Валерій Володимирович
Валерій Володимирович Митрофа́нов (нар. 8 січня 1946, Сігулда — пом. 8 січня 2006, Маріуполь) — український актор театру; заслужений артист УРСР з 1978 року.

## Біографія
Народився 8 січня 1946 року в місті Сігулді (нині Латвія). 1968 року закінчив Ленінградський інститут культури.
Упродовж 1970—2000 років служив артистом Донецького російського драматичного театру у Маріуполі. Помер у Маріуполі 8 січня 2006 року.

## Ролі
- Лопуцьковський («Шельменко-денщик» Григорія Квітки-Основ'яненка);
- Лукаш («Лісова пісня» Лесі Українки);
- Голохвостий («За двома зайцями» Михайла Старицького);
- Нечаєв («Піднята цілина» Михайла Шолохова);
- Льовушка («Казки старого Арбату» Олексія Арбузова);
- Віктор («Ситуація» Віктора Розова);
- Плужников («У списках не значився» за Борисом Васильєвим);
- Павло («Васса Желєзнова» Максима Горького);
- Миловзоров («Без вини винні» Олександра Островського);
- Сергій Куликов («Характери» Василя Шукшина);
- Фабіо («Раба свого коханого» Лопе де Веґи);
- Орландо («Арена» Ісака Фрідберґа);
- Хав'єр Гусман («Три ідеальні подружжя» Алехандро Касони).